# قطع منها
قطع منها (بالإنجليزية: Pieces of Her) هو مسلسل دراما إثارة أمريكي قادم على نتفليكس. المسلسل من بطولة توني كوليت،بيلا هيثكوت،ديفيد وينهام وجيسيكا باردن.